# Еварист Юк
Еварист Режи Юк (Гюк) (на френски: Évariste Régis Huc) (1 август 1813, Келюс – 31 март 1860, Париж) френски католически монах, мисионер, синолог, тибетолог, пътешественик.
През 1837 Юк е приет в ордена на мисионерите-лазаристи в Париж. Скоро след подстригването си за монах през 1839 е изпратен в Макао. Там преминава подготовка за мисионерска дейност в Китай, като 18 месеца учи китайски език. След това заминава за мисията в Гуанджоу и отначало завежда християнските мисии в южните провинции. По-късно е преведен в Пекин, където усъвършенства китайския си език, след което заминава на 500 км северно от Пекин, където има голяма колония китайски християни.
По време на престоя си там Юк изучава езика на местните народности, превежда за тях няколко религиозни текстове и планира пътешествие от Китай в Лхаса и от там в Индия. Когато през 1843 по инициатива на викария на Монголия той е изпратен в Тибет Юк е напълно подготвен.
През септември 1844, заедно с няколко млади тибетски свещеници, приели християнството, се отправя на път преоблечени като будистки монаси. Групата пресича река Хуанхъ и пустинното плато Ордос и пристига в Гансу. В началото на 1845 групата продължава пътя си, достига границите на Тибет и се установява в манастира Гумбум. Там пребивават три месеца, като през това време изучават тибетси език и литература, в очакване да се присъединят към тибетската делегация, която се завръща от посещение в Пекин. В края на септември 1845 делегацията пристига и те се присъединяват към нея, която наброява повече от 2000 души и 3700 товарни животни. Преминават покрай езерото Кукунор и изворите на Хуанхъ и на 29 януари 1846 пристигат в Лхаса. Там групата пребивава до 26 февруари когато са арестувани, под стража изгонени от пределите на Тибет и през октомври 1846 се завръщат Гуанджоу. Така поради стеченията на обстоятелствата Юк не успява да осъществи мечтата си за пътуване до Индия.
През 1852 след 13-годишно пребиваване в Китай се завръща във Франция и активно се включва в политиката, като призовава Наполеон ІІІ за по-активни действия в Индокитай.
|  | Тази страница частично или изцяло представлява превод на страницата „Гюк, Эварист Регис“ в Уикипедия на руски. Оригиналният текст, както и този превод, са защитени от Лиценза „Криейтив Комънс – Признание – Споделяне на споделеното“, а за съдържание, създадено преди юни 2009 година – от Лиценза за свободна документация на ГНУ. Прегледайте историята на редакциите на оригиналната страница, както и на преводната страница, за да видите списъка на съавторите. ВАЖНО: Този шаблон се отнася единствено до авторските права върху съдържанието на статията. Добавянето му не отменя изискването да се посочват конкретни източници на твърденията, които да бъдат благонадеждни. |